# Tessère de Gbadu
Gbadu Tessera
Pour les articles homonymes, voir Gbadu.
La tessère de Gbadu (désignation internationale : Gbadu Tessera) est un terrain polygonal situé sur Vénus dans le quadrangle de Scarpellini. Il a été nommé en référence à Gbadu, une déesse fon de la prédiction.